# Eclipophleps kazacha
Eclipophleps kazacha är en insektsart som beskrevs av Malkovskiy 1959. Eclipophleps kazacha ingår i släktet Eclipophleps och familjen gräshoppor. Inga underarter finns listade i Catalogue of Life.